# Steatococcus morrilli
Steatococcus morrilli är en insektsart som först beskrevs av Cockerell 1914.  Steatococcus morrilli ingår i släktet Steatococcus och familjen pärlsköldlöss. Inga underarter finns listade i Catalogue of Life.